# Уранија
Уранија је у грчкој митологији била муза заштитница астрономије и астрологије. Њено име је изведено од грчке речи "небо" или "рај", што значи и "небеска" и представљена је како држи глобус у једној, а штап у другој руци. Често се повезује са универзалном љубављу и светим духом. Могла је, по тумачењу грчке митологије, да прориче будућност према распореду звезда. Уранија је представљена на сликама уметника како палицом показује на глобус. Најстарија од божанских сестара муза, најобразованија и најинтелигентнија, наследила је од оца Зевса величанство, моћ и лепоту, а од мајке Мнемосинe, грациозност. Почела је да се појављује у ренесанси као прелепа жена. Неке опсерваторије су назване по њој, "Небеска муза". Много се разликује од других муза. Један астероид је назван по њој "Уранија",  у њену част. Помиње се као мајка Линуса и Хермеса.